# Schmittentunnel
Der Schmittentunnel  ist der Umfahrungstunnel von Zell am See und Straßentunnel der Pinzgauer Straße (B 311) im österreichischen Bundesland Salzburg.
Der Schmittentunnel hat eine Länge von 5.111 Metern und verläuft westlich parallel zur Nord-Süd verlaufenden Stadtdurchfahrt von Zell am See. Der Tunnel ist einröhrig, weist zwei Fahrspuren auf und wird im Gegenverkehr mit Überholverbot und einem Geschwindigkeitslimit von 80 km/h betrieben. Im Tunnel und seinen Zufahrten besteht Fahrverbot für Fahrrad und Moped. Der Tunnel zieht (motorisierten) Durchgangsverkehr von der – zuvor einzigen – Stadtdurchfahrt ab und eröffnet diesem eine kreuzungsfreie, komfortable und schnelle Route als Alternative, die nur vernachlässigbaren Umweg aufweist.
Die Strecke mit Tunnel beginnt an der Einmündung der B168/B311 im Westen des Stadtteils Zell am See-Süd. Ein Halbanschluss etwa 1,3 km weiter nördlich bindet die Altstadt von Zell am See und noch weiter nördlich gelegene Teile der Stadt an. Die Tunnelstrecke verläuft im Norden etwas über die nördliche Gemeindegrenze der Stadt hinaus.
Die Befahrung der Stadtdurchfahrt und des Halbanschlusses sind mit allen Arten von Kfz ohne ein besonderes Limit möglich. (Stand November 2019)
Der Tunnel wurde unter Federführung der Tauernautobahn Aktiengesellschaft, die noch während des Baus in der ÖSAG aufging, von der Alpine Bau errichtet.
Die Bauarbeiten am Tunnel begannen 1993, am 18. Juli 1994 erfolgte der Durchstich. 1996 wurde er fertiggestellt, die Baukosten betrugen rund 700 Millionen Schilling (etwa 51 Mio. Euro).
Ende 2023 wurden im Südportal des Schmittentunnels schwere Schäden festgetellt und der Tunnel gesperrt. Da das Portal die Lasten statisch nicht mehr tragen konnte, musste der der Tunnel mit dicken Baumstämmen gestützt und vor dem Einsturz bewahrt werden. Nach der Sanierung, die rund 3 Millionen Euro kostete, wurde er im Juni 2024 wieder für den Verkehr freigegeben. Laut Gutachten war die Tunneldecke von Anfang an nicht auf die große Belastung durch das darüberliegende Erdreich ausgelegt. Aufgrund von Verjährungsfristen und der Pleite der Baufirma Alpine konnte das Land Salzburg keine Entschädigung erhalten.